# Monte (Terras de Bouro)
Monte is een plaats (freguesia) in de Portugese gemeente Terras de Bouro en telt 147 inwoners (2001).